# Miguel Cresimiro II da Croácia
Miguel Cresimiro II (em croata:  Mihajlo Krešimir, em latim: Michael Cresimiri) (f.969) foi rei da Croácia a partir de 949 até à sua morte. Era um membro da Casa de Trpimirović. Miguel era filho de Cresimiro I da Croácia e irmão de Miroslau, seus antecessores.